# I Won't Let You Down
«I Won't let you Down» es una canción de la banda OK Go de su cuarto álbum Hungry Ghosts. El vídeo musical se lanzó en octubre de 2014, y muestra a los miembros del grupo montados en cuatro Hondas UNI-CUBs realizando una coreografía sobre los vehículos. Como muchos de los vídeos de la banda, fue grabado en una sola toma y a cámara rápida. 
El videoclip muestra a los miembros de la banda y varios cientos de bailarinas montadas en las UNI-CUBs, que realizan una serie de coreografías ayudadas con unos paraguas. El vídeo musical fue grabado con la ayuda de un dron multirrotor, y en tan solo dos días, el videoclip obtuvo seis millones de visitas en el canal de Youtube de la banda.

## Canción

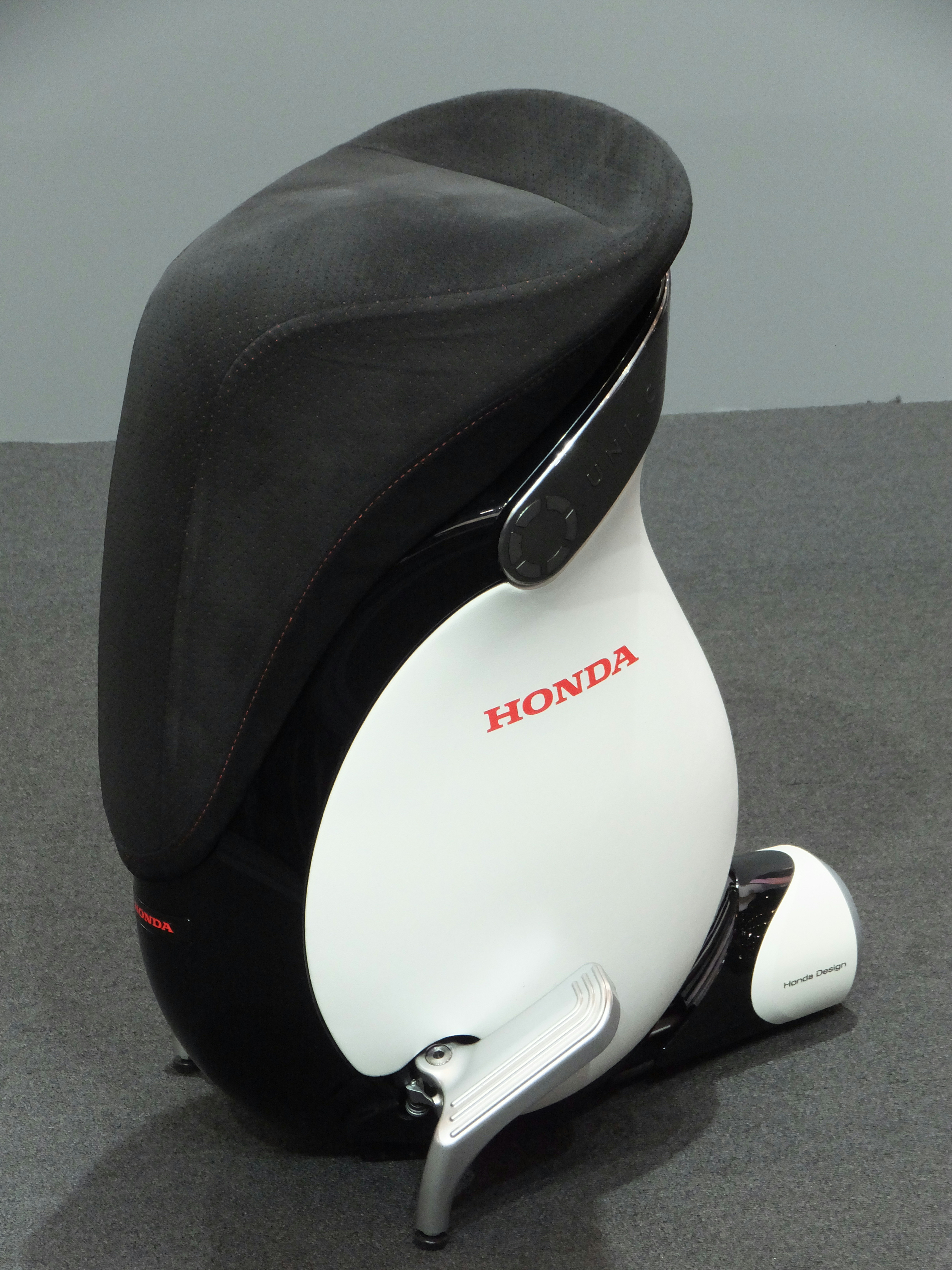
Un Honda UNI-CUB, utilizado por la banda en el vídeo musical.

La canción tiene una fuerte influencia de música disco; el líder de la banda, Damian Kulash, dijo que la influencia del estilo proviene de artistas munidalmente conocidos como los Jackson Five o Diana Ross. Será lanzada el 8 de diciembre vía iTunes y aparecerá en el nuevo álbum de la banda: Hungry Ghosts.

## Vídeo musical
La canción comienza con dos de los miembros (Damian Kulash y Andy Ross) en una sala. A continuación, entran Dan Konopka y Tim Norwind, que se suben a cuatro Honda UNI-CUBs aparcados uno delante de otro. Las componentes del grupo Perfume hacen un cameo, actuando como directores del vídeo. Acto seguido, la música empieza a sonar y los cuatro miembros empiezan a realizar una coreografía montados en el UNI-CUB.
A continuación, salen del edificio y llegan hasta un lugar específico. En ese instante, salen varias bailarinas vestidas con uniformes escolares japoneses y llevando unos paraguas rojos. Poco a poco irán apareciendo más bailarinas conforme la banda avanza hacia un aparcamiento. Los cuatro miembros del grupo irán avanzando seguidos de centenares de bailarinas que irán abriendo y cerrando el paraguas hasta colocarse cada uno en su posición. Al final, se irán formando varias letras (tanto en inglés como en japonés) con el título de la canción y el nombre de la banda.
El vídeo se subió a Youtube el 27 de octubre de 2014, previamente de haber sido enseñado en el programa de televisión estadounidense Today. Fue rodado en una escuela de danza de Japón con una cámara montada en un avión no tripulado Octocopter, que permite grabar tanto a nivel del suelo como en vista de pájaro. La canción termina con el dron rodando a gran altura (más de 700 metros) el paisaje circundante que rodea el lugar de rodaje.